# If I Needed Someone
〈If I Needed Someone〉은 영국의 록 밴드 비틀즈의 노래이다. 밴드의 리드 기타리스트인 조지 해리슨이 작곡하였다. 1965년 12월에 나온 정규 음반 《Rubber Soul》에 수록되었으며, 북미 지역에서는 1966년 6월에 발매된 《Yesterday and Today》에 포함되었다. 비틀즈와 미국의 밴드 버즈가 상호간에 끼친 영향을 드러낸 곡으로, 발매 이후부터 지금까지 해리슨이 만든 노래 중에서 가장 뛰어난 곡이라고 평가받고 있다. 영국에서는 《Rubber Soul》이 발매된 동일(同日)에 홀리스 버전의 싱글이 함께 공개되었고 영국 싱글 차트에서 20위를 기록했다.
해리슨은 1966년 1월에 결혼한 영국 모델 패티 보이드를 위해 이 곡을 썼다. 그러나 이 가사는 양면적인 어조를 전달하고 있으며, 일상적인 연애에 대한 메시지로 해석을 초대했다. 해리슨은 이 곡의 쟁글 기타 리프를 버즈의 〈The Bells of Rhymney〉를 각색한 작품에서 로저 맥귄이 사용한 리프에 기초하였다. 〈If I Needed Someone〉은 뛰어난 3부작의 하모니 보컬과 리켄배커 12줄의 일렉트릭 기타를 특징으로 하는데, 이는 1964년 영화 《하드 데이즈 나이트》에서 버즈가 해리슨의 소리를 모방하기 위해 채택한 악기다. 이 곡의 드론과 믹솔리디아의 조화는 또한 해리슨의 초기 인도 고전 음악에 대한 관심을 반영했다.